# Томенко Микола Макарович
Микола Макарович Томенко (30 листопада 1903, село Великі Будища, тепер Полтавського району Полтавської області — грудень 1988, місто Львів) — український радянський партійний та освітній діяч, партизан, заступник секретаря Львівського обласного комітету КП(б)У, завідувач Львівського обласного відділу народної освіти.

## Біографія
Освіта вища. Член ВКП(б) з 1929 року.
З вересня 1941 року — в Червоній армії, учасник німецько-радянської війни. З жовтня 1942 року — в партизанському загоні. З 1943 року — помічник із пропаганди начальника політичного відділу Центрального штабу партизанського руху (ЦШПР).
25 грудня 1944 — листопад 1946 року — секретар виконавчого комітету Львівської обласної ради депутатів трудящих.
У листопаді 1946 — листопаді 1948 року — заступник секретаря Львівського обласного комітету КП(б)У із торгівлі і громадського харчування — завідувач відділу торгівлі і громадського харчування Львівського обласного комітету КП(б)У. Із 1948 року — завідувач відділу Львівського обласного комітету КП(б)У.
На 1957—1963 роки — завідувач Львівського обласного відділу народної освіти.
Потім — персональний пенсіонер республіканського значення в місті Львові.
Помер наприкінці грудня 1988 року у Львові.

## Звання
- старший лейтенант
- капітан

## Нагороди
- орден Вітчизняної війни І ст. (2.05.1945)
- орден Вітчизняної війни ІІ ст. (6.04.1985)
- два ордени «Знак Пошани» (7.03.1943, 23.01.1948)
- медалі